# تامپرامین
تامپرامین (به انگلیسی: Tampramine) (AHR-9,377) یک داروی ضدافسردگی سه‌حلقه‌ای (TCA) است که در دهه ۱۹۸۰ ساخته شد اما هرگز به بازار عرضه نشد. علیرغم اینکه یک TCA است، به عنوان یک مهارکننده انتخابی بازجذب نوراپی نفرین عمل می‌کند و میل بسیار ناچیزی به گیرنده‌های آدرنرژیک، هیستامینرژیک و موسکارینی دارد. مشخص شده که در آزمایش شنای اجباری (FST) که مدلی برای مطالعه افسردگی در حیوانات است، مؤثر بوده، اما هرگز روی انسان آزمایش نشده‌است.

## همچنین ببینید
- ضدافسردگی‌های سه‌حلقه‌ای